# Wardill
Wardill is een Brits historisch merk van motorfietsen.
De bedrijfsnaam was Wardill & Sons, Michham (1924-1926).
Engels merk dat bijzondere 346 cc tweetakten bouwde, die echter nooit echt doorbraken.